# محمد السبكي
محمد السبكي هو منتج مصري. حققت معظم أفلامه إيرادات عالية في دور العرض، رغم هجوم النقاد عليها. يقول بأن أعماله تخاطب الطبقات الشعبية التي جاء منها وأنه يعرف كيفية مخاطبة جمهور سينما وسط البلد، بينما يهاجمه النقاد دائماً ويصفون أعماله بالتدني. يصر محمد السبكي على الظهور كضيف في جميع أعماله.
بدا السبكي مشوارة السينيمائي في عام 1985 حين افتتح أخوه أحمد السبكى نادى فيديو أعلى محل الجزارة الذي يمتلكه والده حسن السبكى. في حي الدقي بالجيزة، تخصص هذا النادى في تسويق الأفلام الأجنبية في مصر، وسرعان ما انضم محمد السبكى إلى شقيقه، وفي سنوات قليلة أصبح الشقيقان يمتلكان أكبر شركة لتسويق الأفلام في الشرق الأوسط 
بدأ الإنتاج شريكاً مع أخيه أحمد السبكي ثم انفصل عنه مؤخراً وأصبح لكل منها كيانه الإنتاجي المستقل.

## أهم الأعمال

### أعمال نفذت قبل الانفصال عن أخيه
- عيون الصقر «1992»
- مستر كاراتيه «1993»
- سواق الهانم «1994»
- امرأة هزت عرش مصر «1995»
- الرجل الثالث «1995»
- حلق حوش «1997»
- شجيع السيما «2000»
- الرغبة «2001».
- اللمبي
- كلم ماما
- بحبك وأنا كمان «2003»
- خالتي فرنسا
- سيد العاطفي
- عمر وسلمى

### أفلام نفذت بعد الانفصال عن أخيه
- نور عيني
- حلم العمر
- أخر كلام
- أيظن
- حبيبي نائما
- حلاوة روح
- سمير أبو النيل
- جيم اوفر
- عمر و سلمى الأجزاء : 1 - 2 - 3
- عقدة الخواجة
- هروب اضطراري
- حرب كرموز
- ثانية واحدة

## روابط خارجية
- محمد السبكي على موقع IMDb (الإنجليزية)
- محمد السبكي على موقع قاعدة بيانات الأفلام العربية